# Majas al balcone
Majas al balcone è un dipinto a olio su tela (162x107,5 cm) realizzato tra il 1808 e il 1814 dal pittore spagnolo Francisco Goya e appartiene a una collezione privata del barone Rothschild in Svizzera. Una copia precedentemente considerata autentica è conservata nel Metropolitan Museum of Art di New York.
Due majas affacciate al balcone con i volti talmente somiglianti da far sembrare simmetrica l'immagine; anche i colori sono invertiti. Dietro le ragazze si stagliano le  siluettes di due non tranquillizzanti ceffi.

## Storia

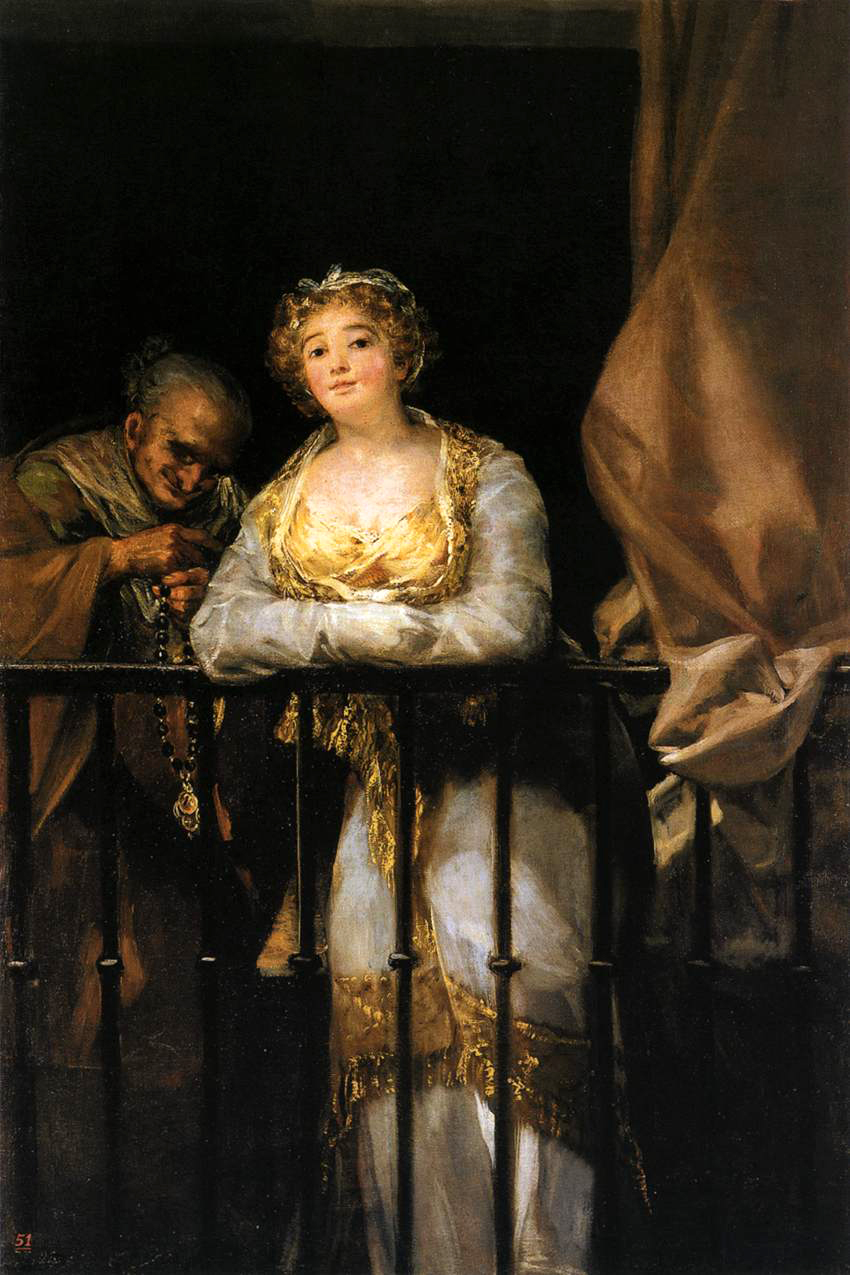
Francisco Goya, Maja e Celestina al balcone, 1808-1812, Olio su tela, 166 x 108, Palma di Maiorca, Collezione March

Sono anni di guerra e Goya comincia a dedicarsi a soggetti diversi dai soliti. Tra i nuovi soggetti le majas, al balcone o meno, compaiono spesso: così, oltre ad un'altra versione di questo stesso quadro, va ricordata, per analogo contenuto, Maja e Celestina al balcone rappresentazione terribile della bellezza prezzolata e del male che se ne serve.
Anche in Majas al balcone il tema è lo stesso, anche se le majas sono due e due sono anche i figuri oscuri alle loro spalle, ridotti in questo caso quasi solo a silhouettes buie e silenti. Majo è il classico giovane spagnolo bello e sfrontato; Maja è il femminino del precedente, ovvero una giovane spagnola bella e provocante. L'aristocrazia spagnola del XIX secolo, in particolare le nobildonne, amavano travestirsi da majas.
Ma qui non c'è aristocrazia: le majas sono rappresentate come belle popolane ad al balcone: è Tomlinson che ricorda come lo stare al balcone osservando la strada era tipico delle majas prostitute.

## Descrizione e stile

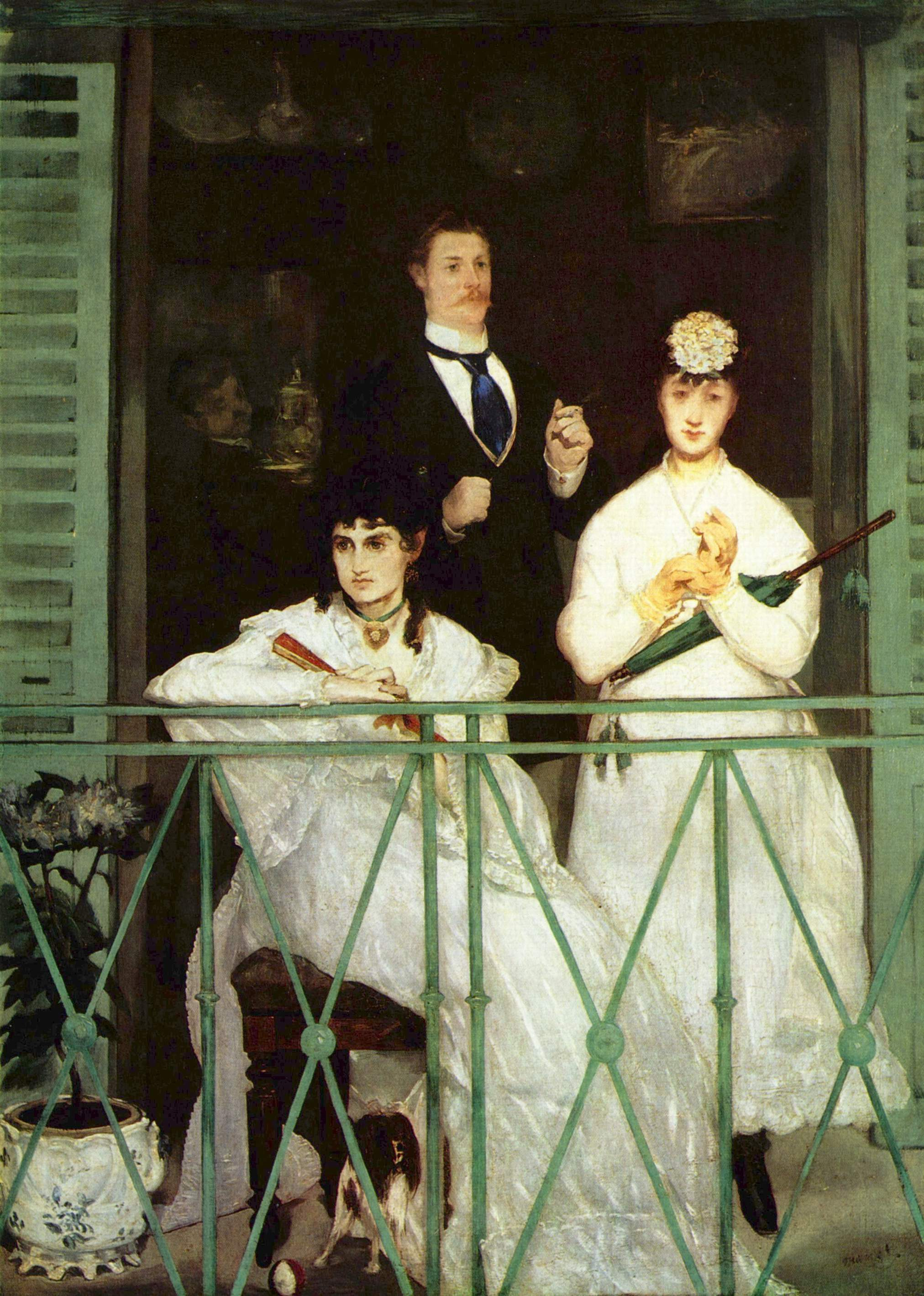
Édouard Manet, Il balcone, 1868–1869; olio su tela, 169x125 cm, Parigi, Musée d'Orsay

L'arte di Goya è caratterizzata da quella che qualcuno ha chiamato "malinconica ironia". Anche in questo quadro, che appartiene ad un periodo di transizione nell'evoluzione artistica del pittore – al passaggio cioè, dalle solari rappresentazioni della società spagnola, guardata sì con ironia, ma tutto sommato condivisa nei suoi valori e nelle sue gerarchie, ad una progressiva amarezza e distacco che, attraverso le picturas nigras condurrà all'allucinata rappresentazione dei fantasmi oscuri della mente – sono presenti elementi che appartengono ai due periodi, la solarità della bellezza delle giovani majas e l'oscurità dei loro protettori sullo sfondo.
Ma il tutto ha un sapore freddo e stereotipato, come se l'artista, attraverso la semplificazione delle anatomie e dei volti avesse voluto rappresentare, più che una scena dal vero, un insieme schematico di simboli. Così, all'intenso cromatismo del primo piano si contrappone l'oscurità del secondo: e tuttavia il primo piano è solo l'apparenza; la sostanza, la verità sta dietro, ben all'ombra, come un sepolcro imbiancato.
La composizione è caratterizzata da una stringente logica geometrica: la balaustra forma un rettangolo al di sopra del quale il resto della composizione è inserito in un quadrato. Se dividiamo questo quadrato in quattro, possiamo notare che le due figure di sinistra sono contenute in un quadrato che è esattamente il doppio del quadrato che contiene le due figure di destra. Ancora, è possibile notare come il gruppo delle due majas sia costruito sul rombo disegnato a partire dalle diagonali dei due quadrati inferiori.
Sessant'anni più tardi, questo quadro ispirerà Édouard Manet per il suo Il balcone.